# 千倉真理
千倉 真理（ちくら まり、1962年〈昭和37年〉6月19日 - ）は、日本の歌手、タレント、ラジオパーソナリティ。身長153cm（1984年1月）。

## 来歴
東京都世田谷区出身。4人きょうだいの長女（妹と弟2人がいる。弟の成示は2004年から千倉書房の第四代社長）。子供の頃は婦人雑誌でモデルをしたこともある。
成城学園初等学校、成城学園中学校高等学校、成城大学卒業。高校3年生の時にはアメリカ・アリゾナ州へ1か月のホームステイに行っていたことがある。元々ラジオは大好きで『オールナイトニッポン』を聴くなどしており、その内、ラジオ番組はどうやって作っているのかなど興味を持ったという。
大学1年生当時の1981年、文化放送の『ミスDJリクエストパレード』のコンテストで523人の中から優勝者に選ばれ、同番組のパーソナリティとして1984年3月まで出演。『ミスDJ - 』人気を支える存在となる。これについて「喋りはいまいちだったけど、『おはようございます』の声が良かった」ので優勝者に選ばれたと後から聞かされたという。ミスDJ時代には、伊藤政則らとAC/DCの取材のためにアメリカに同行したことがあり、新人時代の佐野元春、HOUND DOGと一緒に仕事をしたこともあった。
この他、『千倉真理の地球はまあるいよ』『港区海岸一丁目』『SCHOOL'S OUT』などの番組でパーソナリティーを務め、愛らしい声と「やるっきゃない」で一躍有名になる。他にもラジオだけではなく、『ニュースステーション』にもレポーターとして出演、『朝日ジャーナル』の一般公募によるノンフィクション大賞にも「なにをかいわんや 女子大生!」という題の作品（約20,000字）で奨励賞を受賞をした。
その後、『地球はまあるいよ』を通じて知り合った外務省職員と結婚。イタリア・タイ・カナダ・フランスで生活し、その間2子の母親（イタリアで長女、タイで長男を出産）となっていたが、2004年に父の看病のため子供と帰国。夫とは2009年に死別している（フランス赴任中に悪性リンパ腫を発症。一度は完治も帰国後に再発）。2006年11月3日には、川島なお美とともに再び『ミスDJリクエストパレード』のパーソナリティを務めた。現在は、人文社会科学系の学術出版社として知られる千倉書房（祖父・豊が創業。後を継いだ父・孝の死後は弟・成示が継承）の編集部門を統括する取締役を務め、自身はフランス語圏を中心とする海外の絵本翻訳を中心とする出版・編集に従事している。

## エピソード
- 小学校5年生の時から大学1年生の夏休みまでクラブ活動はずっとバスケットボール部に所属、これは同じく成城に在学し、高校生時代に同じバスケットボール部の選手として全国大会に出場するなどの活躍ぶりを見せていたしていた母親の影響からだという。自身の中学卒業時には「体育優秀賞」を受けている。高校生時代はキャプテンを務めていた頃があり、金田正一の娘とチームメイトだったこともあった[4]。
- ミスDJのコンテストでは優勝候補を2人まで絞って選考を進めていた時に、審査委員長を務めていた野末陳平の「千倉真理の優勝でなければ、私は委員長から降りる」という一声から優勝が決まったという[7]。なお、ミスDJ以前に『ザ・モーターウィークリー』（ラジオ関東＝現・アール・エフ・ラジオ日本）という番組に出演したこともあった。
- ミスDJ第一回目の放送中、24:40頃に原稿を無くして約30秒間沈黙したことがあったが、ここからの機転を利かせた喋りから「やるっきゃない」の名ゼリフが生まれたという[4]。
- 2016年10月から文化放送で『ミスDJリクエストパレード360』（毎週日曜 12:00 - 14:00）のパーソナリティを務めているが、それ以前は『久米宏 ラジオなんですけど』（TBSラジオ）をよく聴いていた。2016年9月頃に同番組でリスナーからのメッセージで『ミスDJ』に触れていた時も聴いていたと発言した。千倉と久米は「ニュースステーション」の初期の頃に共演していた関係である[6]。

## 出演

### ラジオ
- ミスDJリクエストパレード （文化放送）[1]
- 千倉真理の地球はまあるいよ （文化放送、1985年4月 - 1987年4月）[1]
- 千倉真理のヒップホップC（文化放送、1985年10月 - ）
- 港区海岸一丁目 （文化放送、1986年4月 - 1988年4月）
- SCHOOL'S OUT （文化放送、1987年4月 - 1989年4月）
- ミスDJリクエストパレード〜8116サタデーアップ!（文化放送、2016年10月1日 - 2017年4月1日）
- ミスDJリクエストパレード〜8116サンデーアップ!（文化放送、2017年4月9日 - 2021年9月26日）
- ミスDJリクエストパレード360（文化放送、2021年10月3日 - 2023年10月1日）
- てるのりのワルノリ（文化放送、2023年10月7日 - 2024年9月28日） - コーナーレギュラー『あっ!という間のミスDJ』（このコーナーのみ信越放送でも放送）
- ミスDJリクエストパレード TOHOKU （tbcラジオ、2022年10月2日 - 2023年10月1日）
- 千倉真理 ミュージックスケッチ（tbcラジオ、2023年10月8日 - ）
- ミスDJ SOUND GARDEN（文化放送、2024年10月6日 - ）

他

### テレビ
- ニュースステーション（テレビ朝日、1985年～1986年の約6か月間）

## 出版
- やるっきゃない英文読解 （柳瀬尚紀と共著、日本翻訳者センター（現・バベルプレス） 1984年4月）

## レコード
- 家へは帰れない（B面「枯葉色のマフラー」　1983年9月21日発売）

シャングリラスの同名曲（「I Can Never Go Home Any More」）のカヴァー。訳詞は千倉自身で、コーラスアレンジは杉真理（コーラスでも参加）。「枯葉色のマフラー」は作詞：竜真知子、作曲：NOBODY、発売はラジオシティレコード。
発売前に当時自分が担当していた『ミスDJ―』でこの曲をかけられ、恥ずかしさのあまり絶句して放送事故を起こしそうになったり、リクエストカードを読む手を震わせながら「もう、頭の中が真っ赤だよ！」などと、約2分半にわたってこのレコードについての状況説明をしていたことがあった。また、1987年4月1日放送の『吉田照美のふッかいあな』（終了2日前）にゲスト出演した時にも、この曲がかかった時にスタジオを飛び出し、副調整室のレコードプレーヤーの上で回転中のレコードを奪い取るというハプニングもあった。